# توماس نویل
توماس نویل (انگلیسی: Thomas Neville؛ ۱۴۲۹ – ۲۲ سپتامبر ۱۴۷۱ (۴۲ سال)) توماس فوکنبرگ یا توماس نویل که گاهی توماس حرامزاده و همین‌طور حرامزاده فوکنبرگ خطاب می‌گردید، فرزند ویلیام نویل، لرد فوکنبرگ بود که یک فرمانده پیشرو در جنگ صد ساله و در دوران جنگ داخلی انگلستان مشهور به جنگ رزها بود، در زمان جنگ رزها وی طرفدار خاندان یورک علیه خاندان لنکستر بود.